# Catedral de la Asunción de María (Hiroshima)
La Catedral de la Asunción de María también conocida como Catedral conmemorativa de la Paz Mundial (en japonés: 被昇天の聖母司教座聖堂) es el nombre que recibe un edificio religioso, que está afiliado a la Iglesia Católica y  se encuentra ubicado en la ciudad de Hiroshima, al sur del país asiático de Japón.
El templo que fue diseñado por Togo Murano, sigue el rito romano o latino y funciona como iglesia principal de la diócesis de Hiroshima (Dioecesis Hiroshimaensis カトリック広島教区), que fue creada en 1959, con la bula Qui arcano del Papa Juan XXIII.
El papa Juan Pablo II visitó el templo en su recorrido por Japón, en febrero de 1981. Fue construida en homenaje a las víctimas de la II Guerra Mundial y de la bomba nuclear lanzada sobre la ciudad. El Padre Enomiya Lassalle, jesuita alemán, que fue expuesto a la bomba atómica en Hiroshima, comenzó la construcción en 1950 y fue inaugurada en 1954.

## Véase también

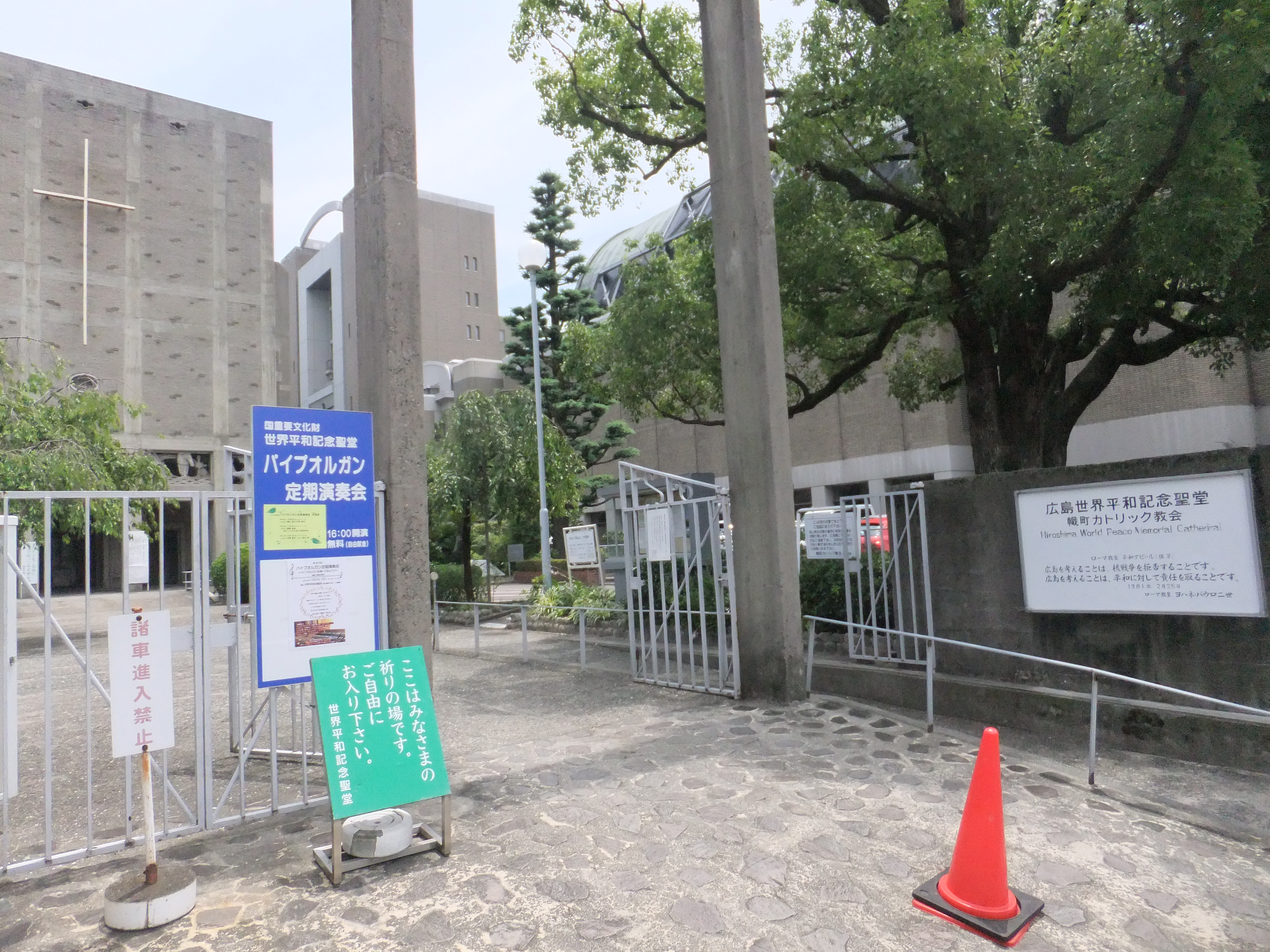
Vista de los alrededores del templo